# Campionato statunitense femminile di scacchi
Il Campionato statunitense femminile di scacchi si gioca negli Stati Uniti dal 1937 per determinare la campionessa nazionale di scacchi.
Similmente al Campionato statunitense assoluto è organizzato dalla United States Chess Federation, la Federazione statunitense degli scacchi.
L'edizione 2020 è stata giocata online, a cadenza semilampo, a causa delle limitazioni imposte dalla Pandemia di COVID-19 del 2019-2021.

## Albo d'oro delle vincitrici

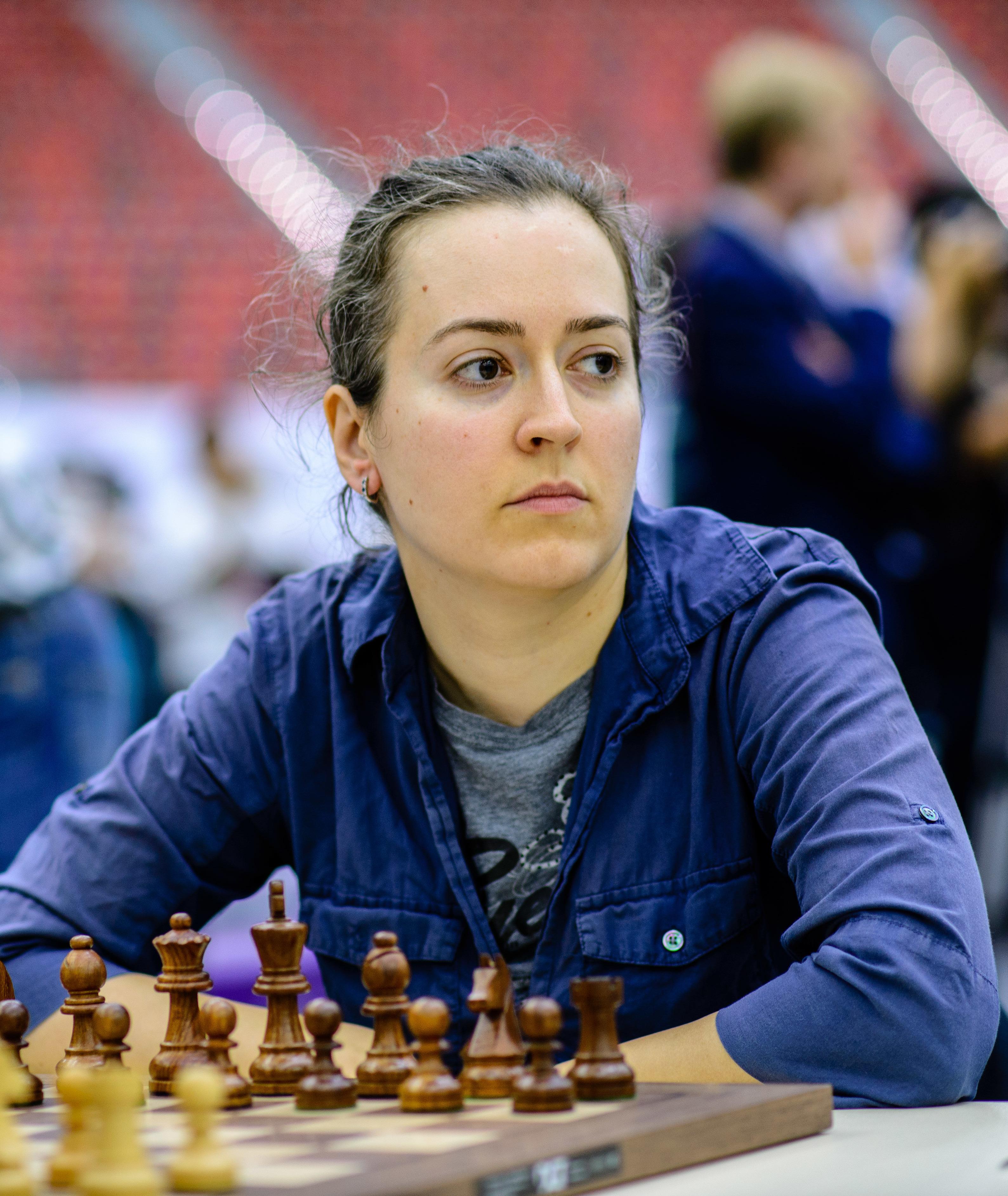
Irina Krush, vincitrice di 8 titoli.

| #  | Anno    | Vincitrice                           |
| -- | ------- | ------------------------------------ |
| 1  | 1937    | Adele Rivero                         |
| 2  | 1938    | Mona May Karff                       |
| 3  | 1940    | Adele Rivero                         |
| 4  | 1941    | Mona May Karff                       |
| 5  | 1942    | Mona May Karff                       |
| 6  | 1944    | Gisela Gresser                       |
| 7  | 1946    | Mona May Karff                       |
| 8  | 1948    | Gisela Gresser Mona May Karff        |
| 9  | 1951    | Mary Bain                            |
| 10 | 1953    | Mona May Karff                       |
| 11 | 1955    | Gisela Gresser Nancy Roos            |
| 12 | 1957    | Gisela Gresser Sonja Graf            |
| 13 | 1959    | Lisa Lane                            |
| 14 | 1962    | Gisela Gresser                       |
| 15 | 1964    | Sonja Graf                           |
| 16 | 1965    | Gisela Gresser                       |
| 17 | 1966    | Gisela Gresser Lisa Lane             |
| 18 | 1967    | Gisela Gresser                       |
| 19 | 1969    | Gisela Gresser                       |
| 20 | 1972    | Eva Aronson Marilyn Braun            |
| 21 | 1974    | Mona May Karff                       |
| 22 | 1975    | Diane Savereide                      |
| 23 | 1976    | Diane Savereide                      |
| 24 | 1978    | Diane Savereide Rachel Crotto        |
| 25 | 1979    | Rachel Crotto                        |
| 26 | 1981    | Diane Savereide                      |
| 27 | 1984    | Diane Savereide                      |
| 28 | 1986    | Inna Izrailov                        |
| 29 | 1987    | Anna Achšarumova                     |
| 30 | 1989    | Alexey Root                          |
| 31 | 1990    | Elena Achmylovskaja                  |
| 32 | 1991    | Esther Epstein Irina Levitina        |
| 33 | 1992    | Irina Levitina                       |
| 34 | 1993    | Elena Achmylovskaja Irina Levitina   |
| 35 | 1994    | Elena Achmylovskaja                  |
| 36 | 1995    | Anjelina Belakovskaia Sharon Burtman |
| 37 | 1996    | Anjelina Belakovskaia                |
| 38 | 1997    | Esther Epstein                       |
| 39 | 1998    | Irina Krush [2]                      |
| 40 | 1999    | Anjelina Belakovskaia                |
| 41 | 2000    | Elina Groberman Camilla Baginskaite  |
| 42 | 2001/02 | Jennifer Shahade                     |
| 43 | 2003    | Anna Hahn                            |
| 44 | 2004    | Jennifer Shahade                     |
| 45 | 2005    | Rusudan Goletiani                    |
| 46 | 2006    | Hanna Zatons'kych                    |
| 47 | 2007    | Irina Krush                          |
| 48 | 2008    | Hanna Zatons'kych [3]                |
| 49 | 2009    | Hanna Zatons'kych                    |
| 50 | 2010    | Irina Krush                          |
| 51 | 2011    | Hanna Zatons'kych                    |
| 52 | 2012    | Irina Krush                          |
| 53 | 2013    | Irina Krush                          |
| 54 | 2014    | Irina Krush                          |
| 55 | 2015    | Irina Krush                          |
| 56 | 2016    | Nazi Paikidze                        |
| 57 | 2017    | Sabina Foisor                        |
| 58 | 2018    | Nazi Paikidze                        |
| 59 | 2019    | Jennifer Yu                          |
| 60 | 2020    | Irina Krush                          |
| 61 | 2021    | Carissa Yip [4]                      |
| 62 | 2022    | Jennifer Yu [5]                      |
| 63 | 2023    | Carissa Yip                          |
| 64 | 2024    | Carissa Yip                          |

### Plurivincitrici
- 9 titoli  –  Gisela Gresser
- 8 titoli  –  Irina Krush
- 7 titoli  –  Mona May Karff,
- 6 titoli  –  Diane Savereide
- 4 titoli  –  Anna Zatonskih
- 3 titoli  –  Elena Donaldson, Carissa Yip, Anjelina Belakovskaia, Rachel Crotto, Irina Levitina
- 2 titoli  –  Jennifer Yu, Adele Rivero, Esther Epstein, Jennifer Shahade, Nazi Paikidze